# Héctor Enrique Rivas
Héctor Rivas (27 settembre 1968) è un ex calciatore venezuelano, di ruolo difensore.